# ヨーロッパ・カー・オブ・ザ・イヤー
ヨーロッパ・カー・オブ・ザ・イヤー（Car of the Year、カー・オブ・ジ・イヤー）とは、ヨーロッパ（欧州）の7カ国・7誌の自動車雑誌が主催するカー・オブ・ザ・イヤーである。

## 概要
1964年に始まり、以来毎年行われている。欧州7カ国、イタリア、イギリス、スペイン、オランダ、フランス、ドイツ、スウェーデンの自動車雑誌社各1社により構成され、自動車ジャーナリストが審査員となる。2006年には22カ国からの58人が審査に加わった。

### 審査方法
過去12カ月の間に欧州の5カ国以上で発売され、年間5000台以上の販売が見込める自動車が対象である。
まず単純投票により最終候補として7車種を選定、そのなかから5車種以上に最高10点まで配点する。この投票方法では受賞決定に要する支持の多寡に大きな差が出ることが問題として指摘されている。例えば2005年にはトヨタ・プリウスが37人からの最高得点を得て計406点で1位を受賞したのに対し、2006年にはルノー・クリオが235点の得票で1位となったが、同車に10点満点を投票したジャーナリストは僅か一人であった。

### 小型車重視
伝統的にルノー（過去6回受賞）やフィアット（過去9回受賞）等、小型車の受賞が多く、高級車や大型車の受賞はごく少ない。また、高級スポーツカーなどの特殊なモデルは、販売台数の基準を満たさないために審査対象外である場合が多い。
過去には「選考に愛国心が働く」と言われ、ある国の審査員が自国の候補車に高配点する傾向があった。参加国の増加もあり、1990年代以降にはその傾向は少ない。

### 日本車の受賞
日産・マイクラ（日本名マーチ、1993年）が日本メーカーの車としては初めての受賞をした。以後トヨタ・ヤリス（2000年・2021年）、トヨタ・プリウス（2005年）、日産・リーフ（2011年）の4車が受賞している。
2位・3位の記録としては、ホンダ・シビック（3位、1974年）、ホンダ・プレリュード（3位、1988年）、日産・プリメーラ（2位、1991年）、トヨタ・プリウス（3位、2001年=初代モデル）、マツダ・6（日本名アテンザ、2位、2003年=初代モデル）、マツダ・3（日本名アクセラ、2位、2004年）、マツダ・2（日本名デミオ、2位、2008年）、トヨタ・iQ　(2位、2010年)、トヨタ・GT86（日本名86、2位、2013年）、スバル・BRZ（2位、2013年）、日産・アリア（3位、2023年）がある。

## 過去の受賞車
| 年   | 車種                                                            |
| ---- | --------------------------------------------------------------- |
| 1964 | ローバー・2000                                                  |
| 1965 | オースティン・1800                                              |
| 1966 | ルノー・16                                                      |
| 1967 | フィアット・124                                                 |
| 1968 | NSU・Ro80                                                       |
| 1969 | プジョー・504                                                   |
| 1970 | フィアット・128                                                 |
| 1971 | シトロエン・GS                                                  |
| 1972 | フィアット・127                                                 |
| 1973 | アウディ・80                                                    |
| 1974 | メルセデス・ベンツ・450SE（初代Sクラス）                        |
| 1975 | シトロエン・CX                                                  |
| 1976 | シムカ・1307/1308                                               |
| 1977 | ローバー・3500                                                  |
| 1978 | ポルシェ・928                                                   |
| 1979 | シムカ・オリゾン                                                |
| 1980 | ランチア・デルタ                                                |
| 1981 | フォード・エスコート（マークIII）                               |
| 1982 | ルノー・9                                                       |
| 1983 | アウディ・100（3代目）                                          |
| 1984 | フィアット・ウーノ                                              |
| 1985 | オペル・カデット（戦後5代目）                                   |
| 1985 | ヴォクスホール・アストラ                                        |
| 1986 | フォード・スコーピオ                                            |
| 1987 | オペル・オメガ                                                  |
| 1987 | ヴォクスホール・カールトン                                      |
| 1988 | プジョー・405                                                   |
| 1989 | フィアット・ティーポ                                            |
| 1990 | シトロエン・XM                                                  |
| 1991 | ルノー・クリオ（日本名ルーテシア）                              |
| 1992 | フォルクスワーゲン・ゴルフ（3代目）                             |
| 1993 | 日産・マイクラ（日本名マーチ）                                  |
| 1994 | フォード・モンデオ                                              |
| 1995 | フィアット・プント                                              |
| 1996 | フィアット・ブラーボ ブラーバ（日本名ブラビッシモ）             |
| 1997 | ルノー・メガーヌ ルノー・セニック                               |
| 1998 | アルファロメオ・156                                             |
| 1999 | フォード・フォーカス                                            |
| 2000 | トヨタ・ヤリス（初代・日本名ヴィッツ）                          |
| 2001 | アルファロメオ・147                                             |
| 2002 | プジョー・307                                                   |
| 2003 | ルノー・メガーヌ（2代目）                                       |
| 2004 | フィアット・ニューパンダ                                        |
| 2005 | トヨタ・プリウス（2代目）                                       |
| 2006 | ルノー・クリオ（3代目）                                         |
| 2007 | フォード・S-MAX                                                 |
| 2008 | フィアット・Nuova 500                                           |
| 2009 | オペル／ヴォクスホール・インシグニア                            |
| 2010 | フォルクスワーゲン・ポロ（5代目）                               |
| 2011 | 日産・リーフ                                                    |
| 2012 | オペル/ヴォクスホール・アンペラ（GM製ハイブリッド車、米国生産） |
| 2013 | フォルクスワーゲン・ゴルフVII                                   |
| 2014 | プジョー・308（2代目）                                          |
| 2015 | フォルクスワーゲン・パサート                                    |
| 2016 | オペル・アストラ                                                |
| 2017 | プジョー・3008（2代目）                                         |
| 2018 | ボルボ・XC40                                                    |
| 2019 | ジャガー・I-PACE                                                |
| 2020 | プジョー・208（2代目）                                          |
| 2021 | トヨタ・ヤリス（4代目）                                         |
| 2022 | キア・EV6                                                       |
| 2023 | ジープ・アベンジャー                                            |

## 受賞回数
ブランド別受賞回数
- 9回 - フィアット
- 6回 - ルノー、プジョー
- 5回 - 欧州フォード、オペル/ボクスホール
- 4回 - フォルクスワーゲン
- 3回 - シトロエン、トヨタ自動車
- 2回 - アルファロメオ、アウディ、欧州クライスラー、ローバー、日産自動車
- 1回 - NSU、オースチン、ポルシェ、メルセデスベンツ、ランチア

企業グループ別受賞回数（グループ再編が繰り返されるため2021年現在のグループ構成）
- 27回 - ステランティスN.V.
- 8回 - ルノー・日産・三菱アライアンス
- 5回 - フォード・モーター、フォルクスワーゲングループ
- 3回 - トヨタグループ
- 2回 - タタ・モーターズ
- 1回 - ダイムラー、ゼネラルモーターズ、上海汽車集団

生産国別受賞回数（企画・設計および主生産地）
ドイツ生産が17回（GM欧州、フォード欧州含）
フランス生産が16回（クライスラー欧州含）
イタリア生産が12回
日本生産が5回
英国生産が3回
米国生産が1回
ベルギー生産が1回（フォード欧州）。